# یواس‌اس کوینر (دی‌یی-۳۳۱)
یواس‌اس کوینر (دی‌یی-۳۳۱) (به انگلیسی: USS Koiner (DE-331)) یک کشتی به طول آن ۳۰۶ فوت (۹۳ متر) بود. این کشتی در سال ۱۹۴۳ ساخته شد.